# Prononciation de l'allemand
Cette page contient des caractères spéciaux ou non latins. S’ils s’affichent mal (▯, ?, etc.), consultez la page d’aide Unicode.
L'article résume les propriétés phonétiques de l'allemand standard (Hochdeutsch), qui y sont exprimées à l'aide de l'alphabet phonétique international. 

## Phonétique

### Voyelles
Le système vocalique allemand est riche de 16 à 17 voyelles et 3 diphtongues auxquelles s'ajoutent une dizaine de phonèmes d'origine étrangère. 

#### Système vocalique de base

Système vocalique allemand, représenté dans le diagramme aperture-point d’articulation.

Les voyelles vont par paires constituées d'une voyelle tendue et d'une relâchée. On peut, par exemple, considérer les paires du /iː/ tendu dans Stil /ʃtiːl/ 'style' et du /ɪ/ relâché dans still /ʃtɪl/ 'calme', ou bien du /oː/ tendu dans Polen /ˈpoːlən/ 'Pologne' et du /ɔ/ relâché dans Pollen /ˈpɔlən/ 'pollen', ou encore du /øː/ tendu dans Höhle /ˈhøːlə/ 'grotte' et du /œ/ relâché dans Hölle /ˈhœlə/ 'enfer'. La forme tendue se retrouve en général dans les voyelles longues et dans certaines voyelles courtes de mots étrangers. La voyelle /ɛː/ ne fait pas partie d'une telle paire parce qu'elle est la seule voyelle longue qui est relâchée. L'existence réelle de l'opposition de tension dans la paire /ɑː/ dans Kahn 'barque' et /a/ dans kann 'peut' est réfutée par de nombreux linguistes pour qui ce n'est qu'une opposition de quantité /aː/ vs /a/.
Le schwa [ə] est considéré comme faisant partie du système des voyelles allemandes par quelques linguistes, mais comme un allophone de /ɛ/ dans les syllabes non accentuées par d'autres. Certaines variétés de l'allemand n'ont pas de [ə] mais seulement [ɛ] surtout dans l'allemand standard en Suisse ou dans le chant classique.
Le /r/ postvocalique est souvent vocalisé, surtout après les voyelles longues et dans la terminaison /ər/ et moins souvent après les voyelles courtes, par exemple wir [ˈviːɐ̯] 'nous', Messer [ˈmɛsɐ] 'couteau', Wirt [ˈvɪɐ̯t] 'tavernier'. Comme certaines variétés ne possèdent pas cette vocalisation, comme le standard prescriptiviste d'après Theodor Siebs ou l'allemand standard en Suisse, et [ɐ] est normalement considéré comme un allophone de /r/.
Une caractéristique morpho-phonétique du système allemand est l'alternance des paires de voyelles a /aː - a/ en ä /ɛː - ɛ/, o /oː - ɔ/ en ö /øː - œ/, et u /uː - ʊ/ en ü /yː - ʏ/. Cette alternance résulte essentiellement de la morphologie, par exemple prétérite ich war 'je fus'/'j'étais' vs. subjonctif passé ich wäre 'je serais' ou singulier Mutter 'mère' vs. pluriel Mütter 'mères').
Les nasales [ɛ̃] (in), [ɑ̃] (an), [œ̃] (un) et [ɔ̃] (on) sont importées du français et ont tendance à se dénasaliser dans la prononciation relâchée, par exemple /ˈtɛŋ/ au lieu de /ˈtɛ̃/ pour Teint.

#### Diphtongues

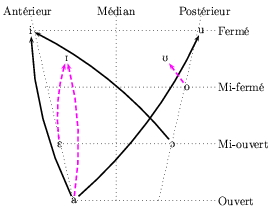
Diphtongues fermantes allemandes dans le diagramme aperture-point d’articulation. Sont indiquées en violet et traits pointillés celles ne faisant pas partie du registre phonétique de base de l’allemand mais intervenant dans les Fremdwörter.

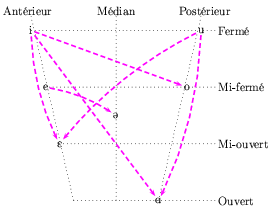
Diphtongues ouvrantes allemandes dans le diagramme aperture-point d’articulation. Elles ne font pas partie du registre phonétique de base de l’allemand mais interviennent dans les Fremdwörter.

Les diphtongues faisant partie du système vocalique allemand sont fermantes et au nombre de trois : /aɪ̯/ (ei et ai), /aʊ̯/ (au) et /ɔʏ̯/ (eu et äu).
Un certain nombre de diphtongues, ouvrantes ou fermantes, sont importées de l'anglais (ex. Know-how, Aids).
Si /r/ est vocalisé, le nombre des diphtongues se multiplie.

### Consonnes
| mode articulatoire | point d'articulation | sourdes | sourdes                       | sonores | sonores         |
| ------------------ | -------------------- | ------- | ----------------------------- | ------- | --------------- |
| occlusif           | bilabial             | p       | plus = plus                   | b       | Birne = poire   |
| occlusif           | dental               | t       | Tat = acte                    | d       | denken = penser |
| occlusif           | vélaire              | k       | Kohl = chou                   | g       | Garage = garage |
| occlusif           | glottal              | ʔ¹      |                               |         |                 |
| nasal              | bilabial             |         |                               | m       | Mutter = mère   |
| nasal              | alvéolaire           |         |                               | n       | nein = non      |
| nasal              | vélaire              |         |                               | ŋ       | Ring = alliance |
| fricatif           | labio-dental         | f       | Fehler = faute                | v       | Wein = vin      |
| fricatif           | dental               | θ       | Thriller                      |         |                 |
| fricatif           | alvéolaire           | s       | Straße = rue                  | z       | Sache = chose   |
| fricatif           | post-alvéolaire      | ʃ       | Schule = école                | ʒ       | Journal         |
| fricatif           | palatal              | ç       | China = Chine                 | ʝ²      | Jahr = année    |
| fricatif           | vélaire              | x       | Rache = vengeance             |         |                 |
| fricatif           | uvulaire             |         |                               | ʁ³      | Reise = voyage  |
| glottal            |                      | h       | Hochzeit = mariage            |         |                 |
| affriqué           | bilabial             | p͡f      | Pfeife = fifre                |         |                 |
| affriqué           | alvéolaire           | t͡s      | Zoll = Douane                 |         |                 |
| affriqué           | post-alvéolaire      | t͡ʃ      | tschüss = salut (, au revoir) | d͡ʒ      | Gentleman       |
| latérale           | alvéolaire           |         |                               | l       | lecken = lécher |
| vibrante           | alvéolaire           |         |                               | r³      | Ring            |
| vibrante           | uvulaire             |         |                               | ʀ³      | Ring            |

Notes :
1. [ʔ], le coup de glotte ne correspond à aucun caractère écrit. Par exemple, Anne se prononce [ʔanə]. Il est absent dans les prononciations du sud et donc n'est souvent pas considéré comme faisant partie du système des voyelles allemandes ;
2. /j/ est classé, suivant les auteurs, comme une spirante [j] ou une fricative [ʝ] ;
3. /r/ a plusieurs prononciations possibles : [r] (vibrante alvéolaire roulée, par exemple en prononciation suisse), [ʀ] (vibrante uvulaire roulée, par exemple en prononciation autrichienne) et [ʁ] (fricative uvulaire, prononciation identique au "r" français, la plus courante en Allemagne) ; postvocalique, elle est souvent vocalisée produisant [ɐ̯], notamment après les voyelles longues et dans la terminaison /ər/, prononcée [ɐ].

### Accent tonique
L'accent tonique allemand est un accent d'intensité et peut être primaire ou secondaire (d'intensité moindre). Sa position obéit aux principales règles suivantes (il existe cependant des irrégularités) :
- l'accent tonique tombe souvent sur la première syllabe du radical ;
- tout /e/ « muet » est nécessairement atone ;
- l'adjonction d'un suffixe ou d'une désinence ne modifie pas, en général, la position de l'accent tonique (par exemple leiden ['laɪdn̩] ~ Leidenschaft ['laɪdn̩ʃaft]). Certains suffixes, souvent d'origine étrangère, portent cependant l'accent tonique : -abel/-ibel, -age, -and/-ant/anz, -är, -at, -ei, -eur/-euse, -ier, -ität, -iv, os, ös, -nell, -ur ;
- certains préfixes sont accentués : les particules verbales séparables le sont ainsi que les préfixes nominaux erz-, miss-, um- et un-. Les particules inséparables verbales sont atones (dont miss- sauf quand son sens est purement péjoratif) ;
- dans les mots composés, le radical de l'élément déterminant (1er terme) porte généralement l'accent principal, celui de l'élément ou des éléments déterminés un accent secondaire.

## Écriture
La prononciation allemande est une bonne approximation de l'écrit à l'exception notable de celle des Fremdwörter (mots d'origine étrangère).

### Consonnes
Une série de plusieurs consonnes peut être utilisée pour transcrire un seul phonème :
- les consonnes doubles sont prononcées comme les consonnes simples : tt comme t, tz comme z, ck comme k ;
- les séquences ch, dt, th, ph, dsch et sch.

Si les lettres en question font partie de deux mots différents d'un Kompositum (mot composé), elles se prononcent séparément:
- un mot simple: Ring [ˈrɪŋ] ;
- un mot composé: ungern [ˈʊnˌgɛrn].

| lettre | son              | conditions                                                                                                 | exemple                     |
| ------ | ---------------- | --- | --------------------------- |
| b      | [b] ♫ ou [b̥]     | | brutal                      |
| b      | [pʰ]             | fin de syllabe                                                                                             | taub)                       |
| c      | [ts]             | devant ä, e, i, ö, ü, y                                                                                    | Cäsar                       |
| c      | [k]              | sinon | Camping                     |
| ch     | [x]              | après a, o, u                                                                                              | lachen                      |
| ch     | [ç]              | après autres voyelles après les consonnes dans le suffixe -chen allemand du nord: initialement (sauf v.i.) | lächeln Milch Mädchen China |
| ch     | [kʰ]             | initialement avant a, o, u, r, l allemand du sud: tout ch initiale                                         | Christ China                |
| chs    | [ks]             | | Lachs                       |
| d      | [d] ou [d̥]       | | Dürre                       |
| d      | [tʰ]             | fin de syllabe                                                                                             | Rad                         |
| dt     | [tʰ]             | | sandte                      |
| en     | [ən] ou [n̩]      | terminaison                                                                                                | essen                       |
| em     | [əm] ou [m̩]      | terminaison                                                                                                | Atem                        |
| el     | [əl] ou [l̩]      | terminaison                                                                                                | Nabel                       |
| er     | [ər], [ɐ] ou [r̩] | terminaison                                                                                                | Räuber                      |
| f      | [f]              | | falsch                      |
| g      | [ɡ] ou [ɡ̊]       | | Gans                        |
| g      | [kʰ]             | fin de syllabe                                                                                             | Prag                        |
| g      | [ç]              | allemand du nord: dans le suffixe -ig                                                                      | billig                      |
| h      | [h]              | devant une voyelle accentuée                                                                               | Haar                        |
| h      | (muet)           | sinon | wehe                        |
| j      | [j]              | | Jahr                        |
| k      | [kʰ]             | | Kamm                        |
| l      | [l]              | | Lied                        |
| m      | [m]              | | Mond                        |
| n      | [n]              | | Nase                        |
| p      | [pʰ]             | | Po                          |
| ph     | [f]              | | Physik                      |
| ng     | [ŋ]              | | lang                        |
| qu     | [kʰv]            | | Quelle                      |
| r      | [r], [ʀ] ou [ʁ]  | | Ring                        |
| r      | [ɐ̯]              | souvent après les voyelles                                                                                 | wir                         |
| s      | [s]              | fin de syllabe                                                                                             | Glas                        |
| s      | [z] ou [z̥]       | sinon | Hase                        |
| s      | [ʃ]              | initialement devant p et t                                                                                 | Strand                      |
| sch    | [ʃ]              | | Schuss                      |
| ss     | [s]              | | Kuss                        |
| st     | [ʃt]             | Souvent en début de mot                                                                                    | stehen                      |
| ß      | [s]              | | Bußen                       |
| t      | [tʰ]             | | Tau                         |
| th     | [tʰ]             | | Thron                       |
| ti     | [tsi̯]            | dans les suffixes latins                                                                                   | Aktion                      |
| ti     | [tʰi]            | sinon | Tisch                       |
| tz     | [ts]             | | Katze                       |
| v      | [f]              | | Vater                       |
| v      | [v]              | dans beaucoup de mots étrangers                                                                            | Vase                        |
| w      | [v]              | | Welt                        |
| x      | [ks]             | | Nixe                        |
| z      | [ts]             | | Zahn                        |

### Voyelles
Les voyelles sont brèves ou longues. Les brèves sont relâchées tandis que les longues sont tendues (comparer à tension vocalique). 
Les consonnes peuvent être redoublées à l'écrit pour indiquer que la voyelle précédente est courte mais il n'y a pas de consonne longue. Les voyelles peuvent aussi être suivies d'un h diacritique (Dehnungs-h) pour indiquer qu'elles sont longues. Dans une syllabe, une voyelle est généralement longue lorsqu'elle est la dernière lettre ou suivie d'une seule consonne et est toujours longue lorsqu'elle est redoublée ou suivie d'un h diacritique.
Dans les mots d'une seule syllabe, la voyelle est le plus souvent longue.
La liste ci-dessous donne la prononciation des voyelles et des diphtongues.
| lettre            | son                      | son  |
| lettre            | bref                     | long |
| ----------------- | ------------------------ | ---- |
| a                 | [a]                      | [aː] |
| ai / ay / ei / ey | [aɪ̯]                     | [aɪ̯] |
| au                | [aʊ̯]                     | [aʊ̯] |
| ä                 | [ɛ]                      | [ɛː] |
| e                 | [ɛ]                      | [eː] |
| e                 | [ɔʏ]                     |      |
| e                 | [ə] (quand il est atone) |      |
| i                 | [ɪ]                      | [iː] |
| ie                | [iː]                     | [iː] |
| o                 | [ɔ]                      | [oː] |
| ö                 | [œ]                      | [øː] |
| u                 | [ʊ]                      | [uː] |
| ü / y             | [ʏ]                      | [yː] |

### Prononciation des mots d'emprunt
Les mots d'emprunt sont généralement prononcés d'après leur prononciation dans leur langue d'origine. Les particularités phonétiques les plus courantes concernent les lettres ou groupes de lettres suivants :
a
[ɛə] dans des mots anglais (Jobsharing)
ai, ais, ait, ei, et
[ɛ] ou [eː] dans des mots français (Portemonnaie)
an, en
[ã] dans des mots d'origine française (balancieren)

[ãː] dans des mots d'origine anglaise (Balance)
ch
[ʃ] dans des mots d'origine française (Chauvi)

[tʃ] dans des mots d'origine espagnole (macho)
dsch
[dʒ] dans la transcription de mots arabes, russes, etc. (Falludscha)
eu
[øː] ou [œː] dans des mots d'origine française (Friseur)
in, ain, ein
[ɛ̋] dans des mots d'origine française (Interieur)

[ɛ̋ː] dans des mots d'origine française (Satin)
oi
[ɔʏ] dans des mots d'origine anglaise (Joint)

[wa] dans des mots d'origine française (Loire)
on
[õ] dans des mots d'origine française (Fondue)

[õː] dans des mots d'origine française (Fonds)
ou
[au] dans des mots d'origine anglaise (Black-out)

[u]  dans des mots d'origine française
ow
[oʊ] dans des mots d'origine anglaise (Show)
th
[θ] dans des mots d'origine anglaise (Thriller)
v
[v] dans des mots d'origine étrangère (Rive)
y
[aɪ] dans des mots d'origine anglaise (Style)
Note : la prononciation populaire tend à supprimer les nasales françaises.

### Difficultés orthographiques connexes
On notera les ambiguïtés suivantes :
- [ɔʏ] peut s'écrire äu ou eu ;
- [ɛ] peut s'écrire ä ou e ;
- [f] peut s'écrire f, v ou ph dans les mots d'emprunt ;
- dans quelques mots, les voyelles courtes sont suivies, contrairement à la règle, par une consonne simple.

L'orthographe traditionnelle recèle ainsi quelques chausse-trapes, y compris parmi les mots de même famille dont le radical connaît plusieurs graphies :
- verbleuen ~ blau ;
- aufwendig ~ Aufwand ;
- Photographie ~ Foto ;
- plazieren ~ Platz ;
- Tip ~ tippen.

La réforme de l'orthographe allemande de 1996 a supprimé une bonne partie de ces ambiguïtés.
Un coup de glotte débute les mots allemands qui commencent par une voyelle, y compris à l'intérieur d'un mot composé, sauf en allemand du sud.

## Codage phonétique des mots
Afin d'automatiser la recherche d'homophonies approximatives, un spécialiste de la lutte contre la contrefaçon, Hans-Joachim Postel (1925 † 2013), a développé l’algorithme phonétique de Cologne (ou méthode phonétique de Cologne). L'idée est similaire à celle de l'algorithme Soundex de Russell, mais ce système est mieux adapté aux spécificités de l'orthographe allemande, notamment pour le système des chuintantes et l'accentuation initiale des mots.